# Телітроміцин
Телітроміцин — напівсинтетичний антибіотик з групи макролідів, перший представник підкласу кетолідів, для перорального застосування. Телітроміцин уперше синтезований у лабораторіях компанії Sanofi-Aventis у 1998 році, та допущений на європейський ринок у 2001 році. У 2004 році телітроміцин був схвалений FDA для використання у США.

## Фармакологічні властивості
Телітроміцин — напівсинтетичний антибіотик, що є похідним еритроміцину і першим представником нового підкласу макролідних препаратів — кетолідів. Телітроміцин має бактеріостатичну дію, що полягає в порушенні синтезу білків у бактеріальних клітинах. Препарат має широкий спектр антибактеріальної активності. До препарату чутливі такі збудники: стрептококи, у тому числі пневмококи; стафілококи, нейсерії, лістерії, легіонелли, Corynebacterium diphtheriae, Haemophilus influenzae, Moraxella catarrhalis (в тому числі штами, що виробляють β-лактамази), Bordetella pertussis, Enterococcus, Borrelia, мікоплазми, рикетсії, хламідії, частина анаеробів (пептострептококи, Prevotella, Porphyromonas). Чутливість до телітроміцину збудників значно переважає чутливість до еритроміцину, у тому числі у Staphylococcus aureus та пневмококів, які нечутливі до еритроміцину. Нечутливими до препарату є частина Staphylococcus aureus, що нечутливі до еритроміцину, Pseudomonas aeruginosa, Bacteroides fragilis, Acinetobacter, більшість представників Enterobacteriaceae.

### Фармакодинаміка
Телітроміцин швидко всмоктується в шлунково-кишковому тракті, біодоступність антибіотику становить 57%. Максимальна концентрація в крові досягається протягом 1 години. Зв'язування з білками плазми крові становить 60-70%. Концентрації телітроміцину у тканинах значно переважають концентрацію антибіотику в крові, і найбільша концентрація телітроміцину спостерігається у вогнищі запалення. Високі концентрації препарату виявляються в альвеолярних макрофагах і лейкоцитах, при чому виведення телітроміцину з клітин крові відбувається повільніше, чим із плазми крові. Цим пояснюється ефективність телітроміцину щодо внутрішньоклітинних збудників і високий постантибіотичний ефект. Препарат проникає через плацентарний бар'єр, виділяється в грудне молоко. Метаболізується телітроміцин в печінці. Період напіввиведення препарату становить 10 годин. Виводиться телітроміцин з організму з калом (76%) і сечею (17%).

## Показання до застосування
Телітроміцин застосовують при інфекціях, викликаних чутливими до препарату мікроорганізмами: позагоспітальна пневмонія, хронічний бронхіт, фарингіт, тонзиліт, синусити.

## Побічна дія
При застосуванні телітроміцину можливі наступні побічні ефекти:
- Алергічні реакції — нечасто висипання на шкірі, свербіж шкіри, кропив'янка, набряк Квінке, синдром Стівенса-Джонсона, набряк обличчя, анафілактичний шок.
- З боку травної системи — часто нудота, блювання, біль в животі, метеоризм, запор; нечасто стоматит, кандидоз ротової порожнини, гепатит, холестатична жовтяниця, панкреатит.
- З боку нервової системи —нечасто головний біль, запаморочення, сонливість, безсоння, парестезії; рідко (короткотривалі та зворотні) порушення зору — розпливчастість зору та диплопія, порушення смаку, судоми м'язів, загострення міастенії.
- З боку серцево-судинної системи — нечасто тахікардія, аритмії, гіпотензія, брадикардія, подовження інтервалу QT на ЕКГ.
- Зміни в лабораторних аналізах — еозинофілія, підвищення рівня білірубіну в крові, підвищення рівня активності амінотрансфераз і лужної фосфатази.

Найважчим побічним ефектом після застосування телітроміцину є пошкодження печінки. Перші випадки такого ускладнення описані у січні 2006 року, а до квітня місяця того ж року їх кількість сягнула 20. На 3,3 мільйона хворих, що застосовували у лікуванні телітроміцин, було зареєстровано 23 випадки важких уражень печінки, із них 4 випадки — смертельних. Окрім цього, на фоні застосування препарату спостерігалися важкі випадки загострень міастенії та порушень зору. Це призвело до обережності FDA у питанні реєстрації нових антибіотиків та посиленню вимог до клінічних досліджень нових препаратів.

## Протипокази
Телітроміцин протипоказаний при підвищеній чутливості до макролідів, важкій міастенії, подовженні інтервалу QT, одночасному прийомі цизаприду, терфенадину, пімозиду, астемізолу, при вагітності та годуванні грудьми. Не рекомендується дітям до 12 років.

## Форми випуску
Телітроміцин випускається у вигляді таблеток по 0,4 г.

## Обмеження до застосування
Часті побічні ефекти телітроміцину (гепатотоксичність, порушення зору, важкі загостення міастенії) призвели до рішення FDA обмежити застосування телітроміцину у США. Дозволено застосування препарату лише у випадках гострих бактеріальних синуситів та загостення хронічного бронхіту. Окрім цього, телітроміцин включений до так званого «чорного списку» препаратів у зв'язку із небезпекою застосування у пацієнтів з міастенією.